# Jan Dąbrowski (dziennikarz)

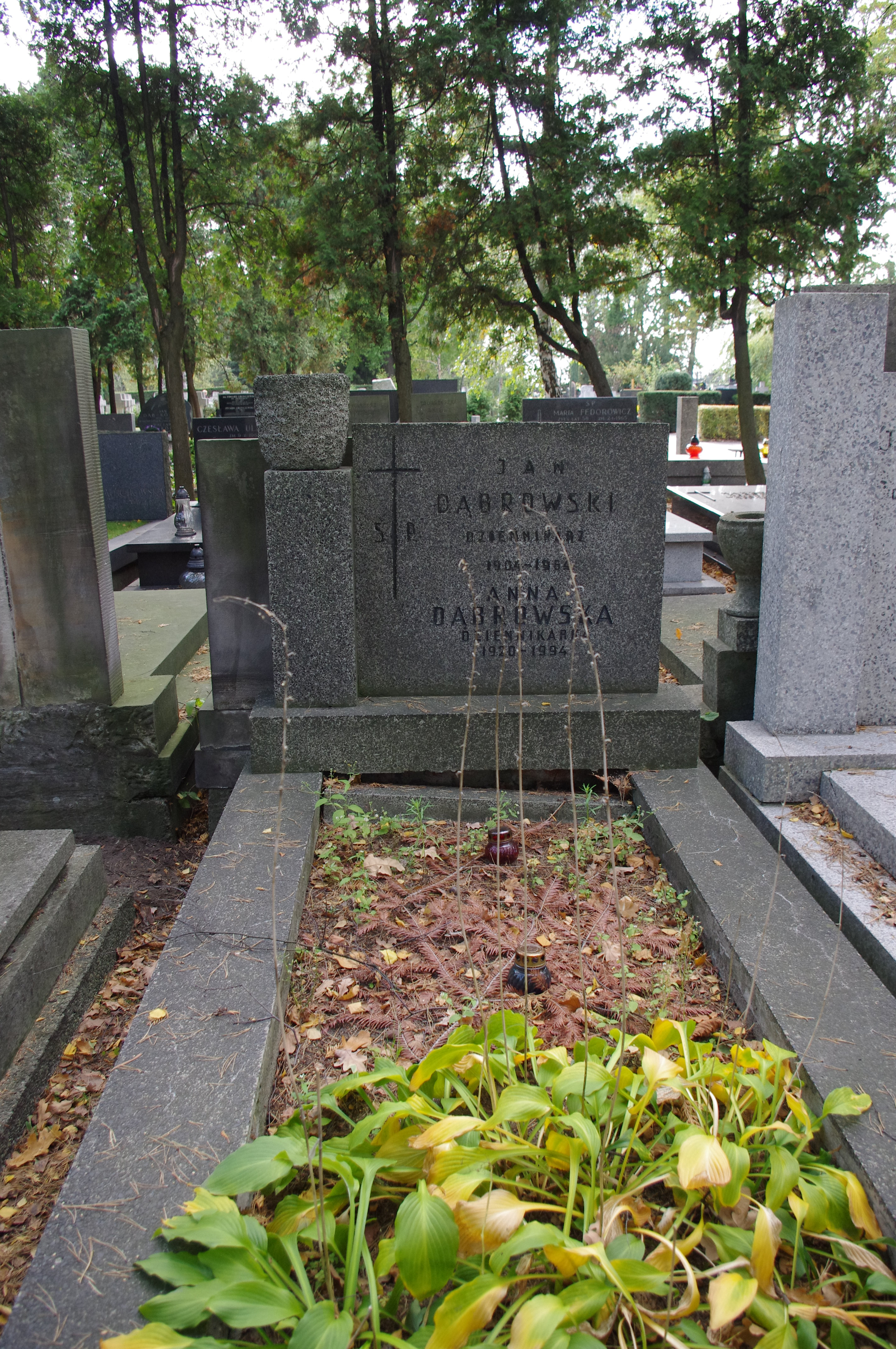
Grób dziennikarzy Anny i Jana Dąbrowskich na Cmentarzu Wojskowym na Powązkach w Warszawie

Jan Dąbrowski, ps. Jan Gruda, Janusz, Zgórski (ur. 19 czerwca 1904 w Rokitnie, zm. 2 sierpnia 1964) – polski działacz robotniczy, poseł na Sejm Ustawodawczy (1947–1952).

## Życiorys
W 1905 został wraz z ojcem-właścicielem ziemskim zesłany na Syberię. Po powrocie do Warszawy w 1914 uczęszczał do gimnazjum E. Konopczyńskiego, kształcił się również w modlińskim i lwowskim Korpusie Kadetów. Wziął udział w wojnie polsko-bolszewickiej w 1920 oraz w III powstaniu śląskim.
Po zwolnieniu z armii ze względów zdrowotnych znalazł pracę w Państwowej Fabryce Karabinów. W 1923 wstąpił do PPS, działał również w OM TUR. W latach 1924–1925 przez krótki okres studiował w Wyższej Szkole Budowy Maszyn Wawelberga i Rotwanda (z powodów materialnych przerwał naukę). Od połowy lat 20. zatrudniony w zakładach „Pocisk”, fabryce telefonów oraz jako aktor. W latach 30. pełnił obowiązki sekretarza redakcji „Nowe Pismo”. Nawiązał współpracę z prasą socjalistyczną (m.in. „Robotnikiem” oraz „Tygodniem Robotnika”). Pod koniec lat 30. zaangażował się w akcję na rzecz pomocy czerwonej Hiszpanii.
Jesienią 1939 uciekł do Wilna, gdzie pracował jako spawacz. Założył tam konspiracyjną grupę „Wolność". W latach 1941–1942 walczył w oddziale partyzanckim na Polesiu. W 1944 znalazł się w Lublinie, gdzie objął redakcję „Gazety Lubelskiej”. Później był również redaktorem naczelnym „Robotnika”, „Naprzód”, „Gazety Robotniczej” oraz „Tygodnia Robotnika”. Pełnił obowiązki wiceprezesa Związku Zawodowego Dziennikarzy (1944–1948). W 1944 wybrany w skład Rady Naczelnej PPS. Od 1945 zasiadał w Krajowej Radzie Narodowej. Był delegatem PPS na kongres zjednoczeniowy 1948. Od 1948 do 1950 pełnił obowiązki wiceredaktora naczelnego „Trybuny Wolności”. W 1957 został wiceredaktorem naczelnym związanego z SD „Kuriera Polskiego”. Od 1958 pozostawał bezpartyjny.
Został pochowany na cmentarzu Wojskowym na Powązkach (kwatera C2-11-13).

## Ordery i odznaczenia
- Krzyż Oficerski Orderu Odrodzenia Polski
- Złoty Krzyż Zasługi (27 kwietnia 1946)[2]

## Publikacje
- Jan Dąbrowski: Na Zachód od Zanzibaru, Wydawnictwo J. Przeworskiego, Warszawa 1937.
- Jan Dąbrowski: Miejsce pod niebem, Wydawnictwo M. Fruchtmana, Warszawa 1938.
- Jan Dąbrowski: Awantura w 1 cm³ powietrza, Wydawnictwo Ministerstwa Obrony Narodowej, Warszawa 1951.
- Jan Dąbrowski, Józef Koskowski (wybór i opracowanie): Niepiękne dzielnice. Reportaże o międzywojennej Warszawie, Państwowy Instytut Wydawniczy, Warszawa 1964.